# Криволесье

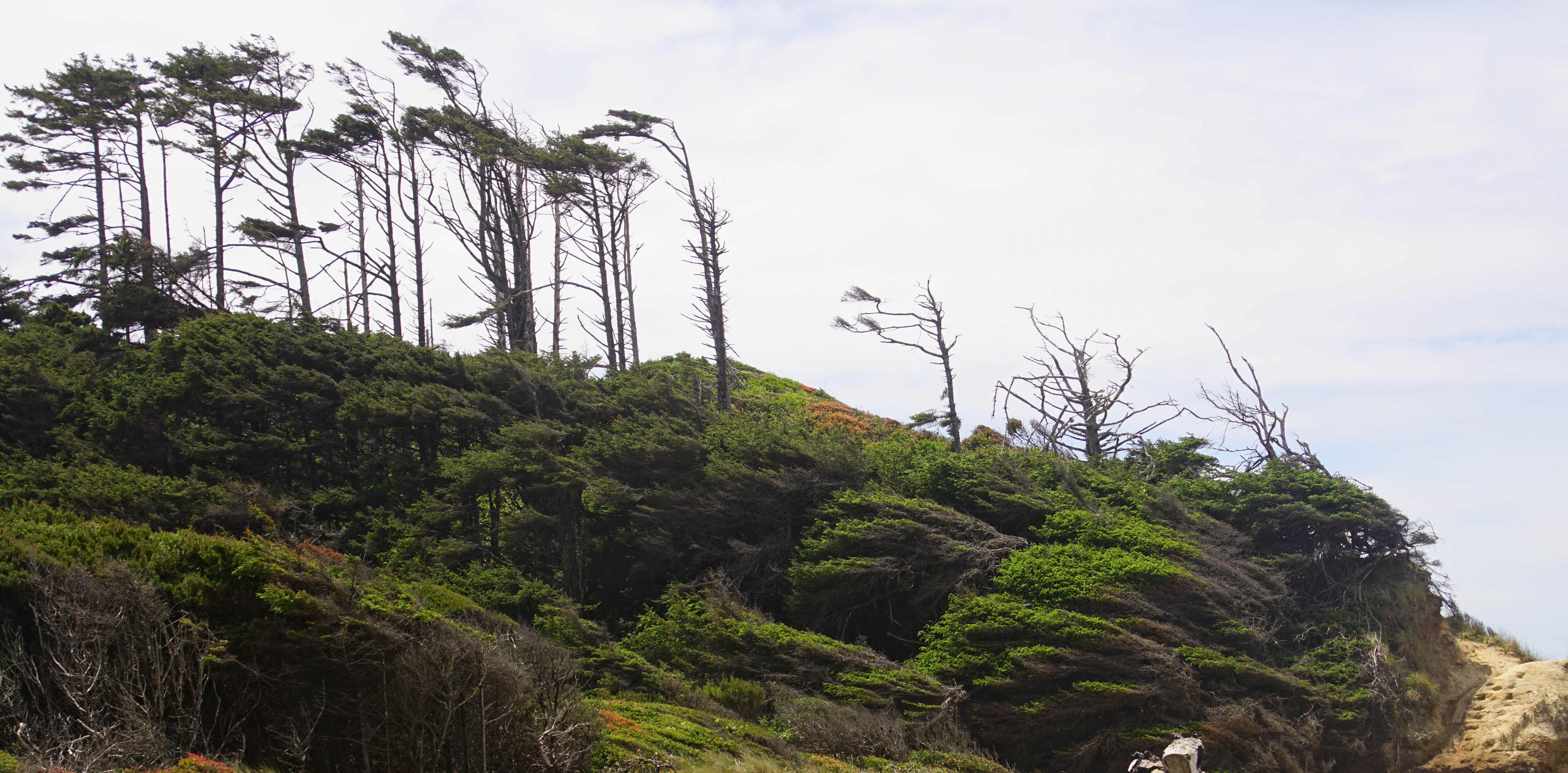
Криволесье на берегу Тихого океана. Окрестности Ньюпорта, штат Орегон, США

Криволе́сье — лес, для которого характерны невысокие (в пределах десяти метров) деревья и кустарники с искривлёнными стволами; может состоять из деревьев как хвойных, так и лиственных пород. Ветви деревьев в криволесье поднимаются вверх, стволы же могут стелиться по склонам, быть скрученными спиралью.
Криволесья могут иметь важное экологическое значение как естественные водоохранные и почвозащитные образования, особенно это относится к субальпийским криволесьям.

## Возникновение криволесья
Криволесья возникают под внешним природным воздействием — это могут быть оползни, сильные ветра, обильные снегопады. В результате воздействия происходит изменение положения ствола; после прекращения воздействия ствол частично распрямляется, но деформация полностью не исчезает. Так, из-за большого количества снега ствол оказывается прижатым к земле; после таяния снега и частичного распрямления деревья становятся серповидно изогнутыми в своей нижней части, при этом ветви выпрямляются.
Для деревьев, образующих криволесья, характерно многократное вегетативное возобновление.
Деревья нередко не только искривляются в подветренную сторону, но и развивают свои ветви только на этой стороне, так как молодые побеги с наветренной стороны погибают от иссушающего действия ветра; в результате деревья получаются не только кривыми, но и с однобокой кроной.
Криволесье также может возникнуть по причине особой жизненной формы образующих его древесных растений — стланцев: стелющихся деревьев, похожих на кустарник. Так, кедровый стланик (Pinus pumila) и душекия (ольховник, Duschekia sp.) образуют в Сибири и на Дальнем Востоке криволесье в виде труднопроходимых зарослей высотой до пяти метров. Все неприкрытые зимой снегом ветви отмирают, и деревья получают низкую, кривую, как бы обрезанную на уровне снегового покрова форму.

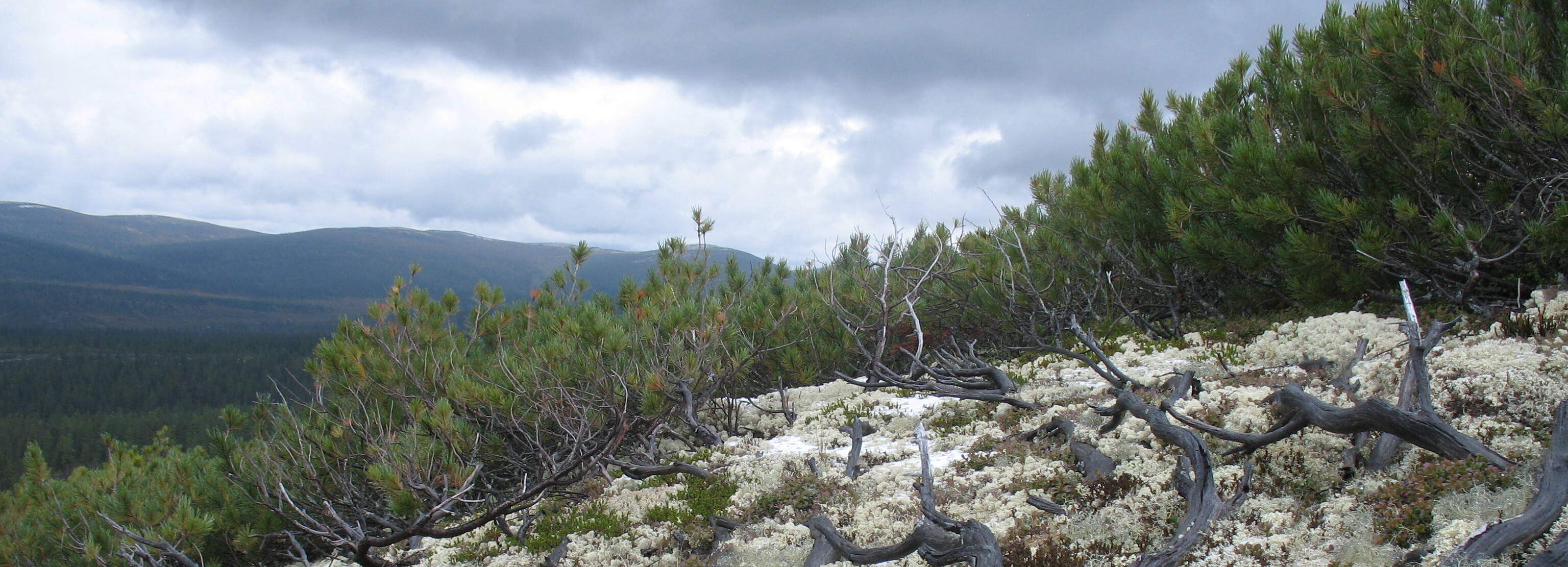
Заросли кедрового стланика на севере Бурятии, Россия

## География криволесий
Места, в которых встречаются криволесья, обычно отличаются условиями, являющимися для древесной растительности экстремальными: лесотундры около границ распространения лесов, субальпийские пояса гор, морские побережья.
Криволесья, характерные для субальпийского пояса, начинаются на высоте от 1500 м над уровнем моря. Как правило, деревья в криволесье не прямоствольные, а саблевидные, их стволы в комлевой части бывают изогнуты вниз по склону. Такая форма ствола позволяет деревьям выдерживать лавинный напор снега, «перебрасывая» его через себя. Субальпийские криволесья, играя существенную роль в режиме многих рек, имеют водоохранное значение.

## Видовой состав
Видовой состав криволесий сильно отличается. В Альпах и на Балканах это, обычно, сосна горная (сосновый стланик, Pinus mugo), на Камчатке — кедровый стланик (Pinus pumila), душекия (ольховник, Duschekia sp.), берёза Эрмана (Betula ermanii), в Северной Европе это обычно берёза (Betula) и сосна (Pinus), в Западной Сибири — ель (Picea), в Восточной Сибири — лиственница (Larix).
Большое разнообразие криволесий наблюдается на Кавказе: здесь они могут быть буковыми (Fagus sp.), берёзовыми (из берёзы Медведева (Betula medwediewii) и берёзы Литвинова (Betula litwinowii)), дубовыми (из дуба понтийского (Quercus pontica)), рябиновыми. На Северном Кавказе горные берёзовые криволесья состоят преимущественно из берёзы Литвинова; в берёзовых криволесьях здесь встречаются также черёмуха обыкновенная (Prunus padus), ива козья (Salix caprea), ива Кузнецова (Salix kuznetzowii), рододендрон кавказский (Rhododendron caucasicum).
В приокеанических районах — в частности, в Фенноскандии — встречаются так называемые берёзовые криволесья, в которых преобладает берёза Черепанова (Betula pubescens subsp. tortuosa, syn. Betula pubescens subsp. czerepanovii — подвид берёзы пушистой (Betula pubescens).
В подлеске горного криволесья встречаются можжевельники (прижатый, казацкий, продолговатый), рододендроны и другие представители вересковых, различные виды ивы.
В высокогорьях Юго-Восточной Азии криволесья могут быть образованы деревьями из очень многих семейств, в том числе берёзовых, буковых, вересковых, гребенщиковых, жимолостных, кизиловых, крушиновых, миртовых, падубовых.